# Margot Kober
Margot Kober (* 20. Februar 1965 in Hopfgarten im Brixental) ist eine ehemalige österreichische Skilangläuferin.

## Werdegang
Kober, die für den Schiklub Hopfgarten startete, errang bei den Nordischen Junioren-Skiweltmeisterschaften 1982 in Murau auf den 29. Platz über 5 km, bei den Junioren-Skiweltmeisterschaften 1983 in Kuopio den 42. Platz über 5 km und den zehnten Platz mit der Staffel, bei den Nordischen Junioren-Skiweltmeisterschaften 1984 in Trondheim den 46. Platz über 10 km und bei den Nordischen Junioren-Skiweltmeisterschaften 1985 in Täsch den 49. Platz über 10 km und den 12. Platz mit der Staffel. Bei den Weltmeisterschaften 1985 in Seefeld in Tirol belegte sie den 52. Platz über 10 km, den 48. Rang über 5 km und den 38. Platz über 20 km. In der Saison 1986/87 kam sie bei den Weltmeisterschaften 1987 in Oberstdorf auf den 38. Platz über 5 km klassisch, auf den 37. Rang über 10 km klassisch und auf den zehnten Platz mit der Staffel. Im folgenden Jahr lief sie bei den Olympischen Winterspielen 1988 in Calgary auf den 36. Platz über 5 km klassisch und auf den 34. Rang über 10 km klassisch. Bei österreichischen Meisterschaften gewann sie 20 Medaillen. Sie wurde viermal Zweite und siebenmal Dritte und gewann neunmal den Meistertitel, davon jeweils dreimal über 20 km (1983–1985) und mit der Staffel (1986–1988), zweimal über 10 km (1983, 1985) und einmal über 5 km (1983).

## Erfolge

### Teilnahmen an Weltmeisterschaften und Olympischen Winterspielen

#### Olympische Spiele
- 1988 Calgary: 34. Platz 10 km klassisch, 36. Platz 5 km klassisch

#### Nordische Skiweltmeisterschaften
- 1985 Seefeld in Tirol: 38. Platz 20 km, 48. Platz 5 km, 52. Platz 10 km
- 1987 Oberstdorf: 10. Platz Staffel, 37. Platz 10 km klassisch, 38. Platz 5 km klassisch

### Medaillen bei nationalen Meisterschaften
- 1981: Bronze mit der Staffel
- 1983: Gold über 5 km, Gold über 10 km, Gold über 20 km
- 1984: Gold über 20 km, Bronze über 5 km
- 1985: Gold über 10 km, Gold über 20 km, Silber über 5 km
- 1986: Gold mit der Staffel, Silber über 5 km, Silber über 10 km, Bronze über 20 km
- 1987: Gold mit der Staffel, Silber über 5 km, Bronze über 10 km
- 1988: Gold mit der Staffel, Bronze über 5 km, Bronze über 10 km, Bronze über 20 km